# Anticitera
Anticitera (también como Antiquitera, en griego: Αντικύθηρα, Antikythira, AFI: [a(n)di'ciθiɾa]) es una isla griega situada al sur del Peloponeso y al noroeste de Creta, con una extensión de 20 km².
Se ha hecho especialmente conocida por encontrarse allí entre 1900 y 1901, el llamado mecanismo de Anticitera, el más antiguo sistema mecánico de computación conocido, datado entre los años 100 y 200 a. C. Tal mecanismo es un conjunto de engranajes de bronce que permite calcular la posición exacta de los astros en un calendario solar a modo de un astrolabio.

## Galería

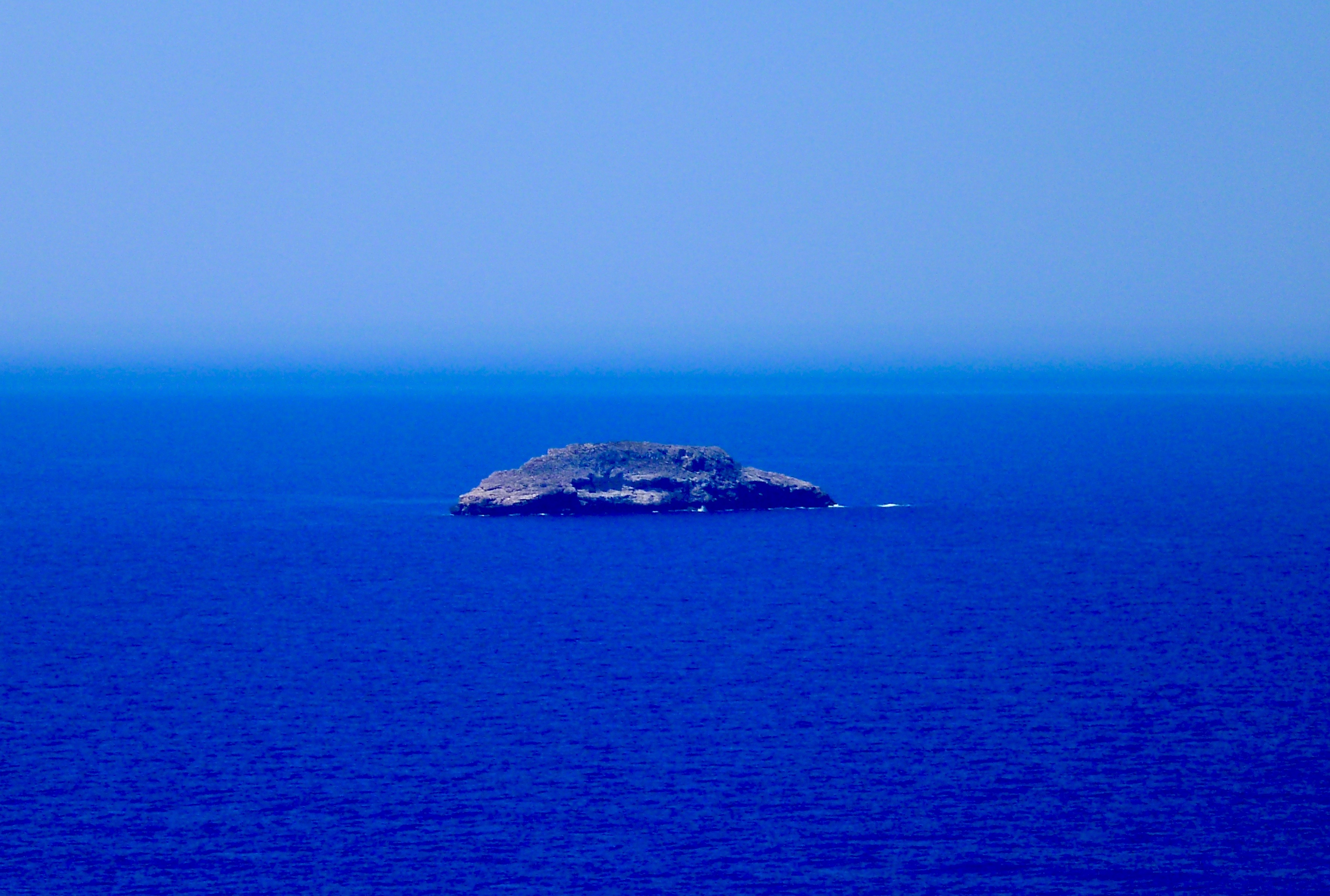
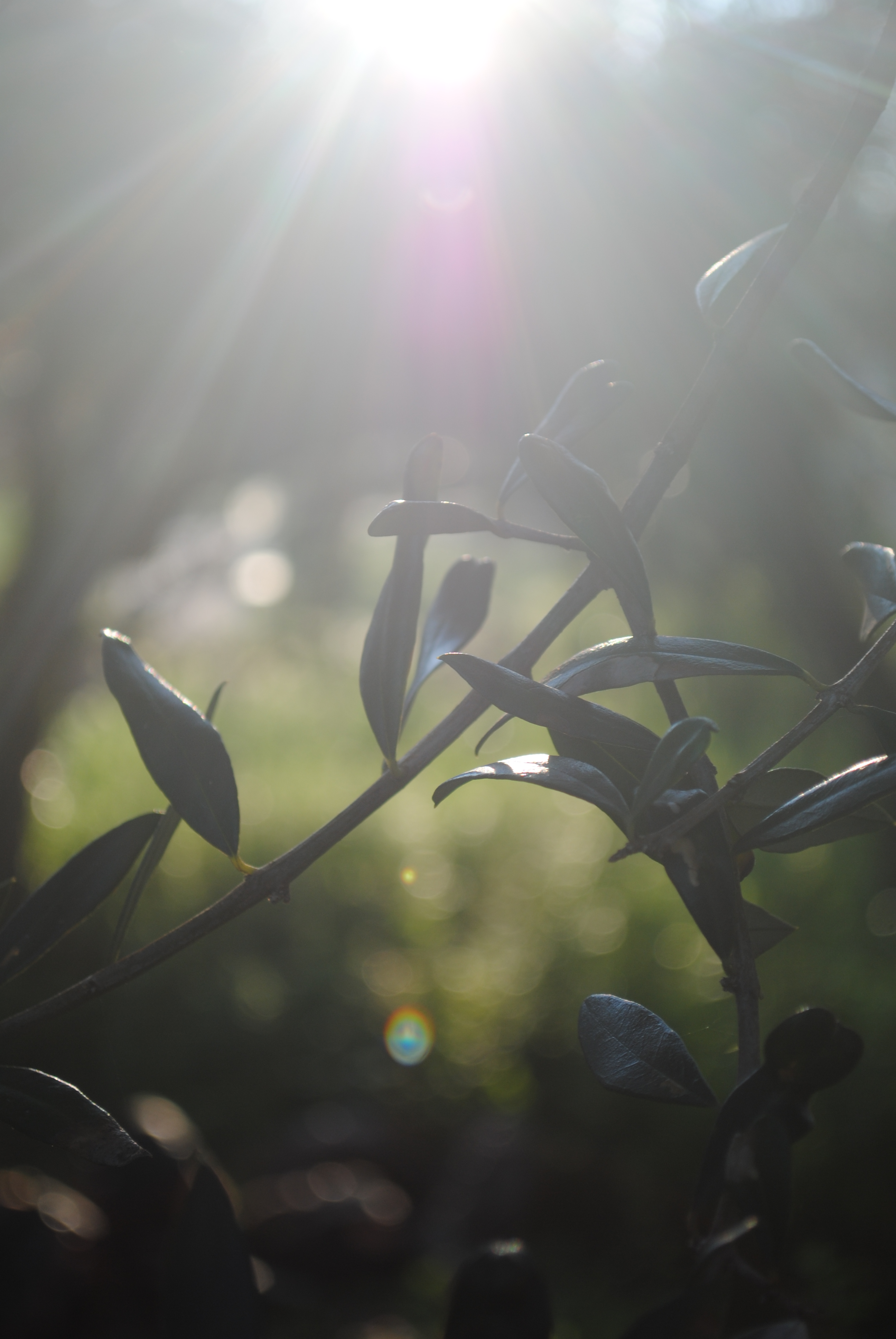
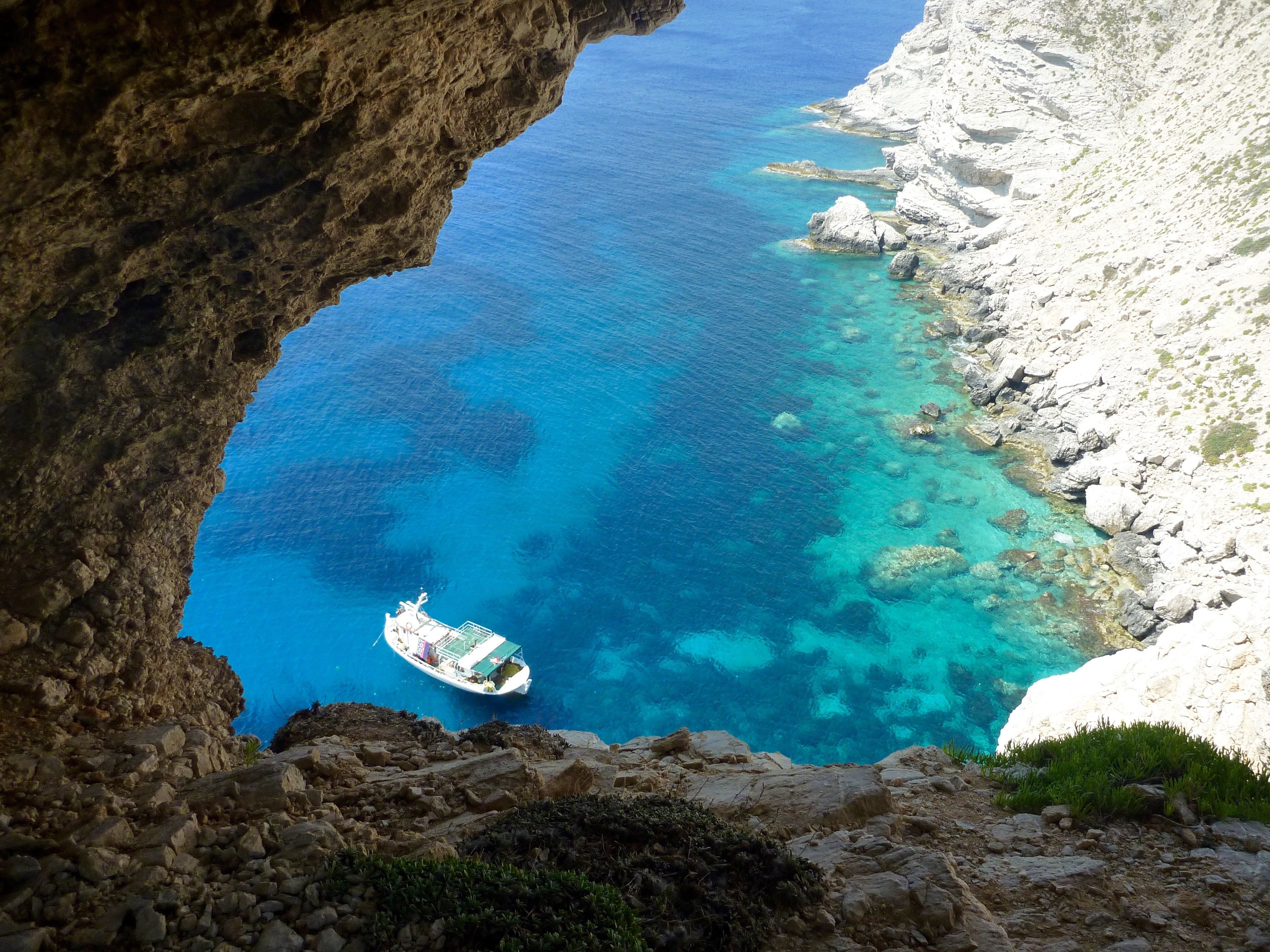
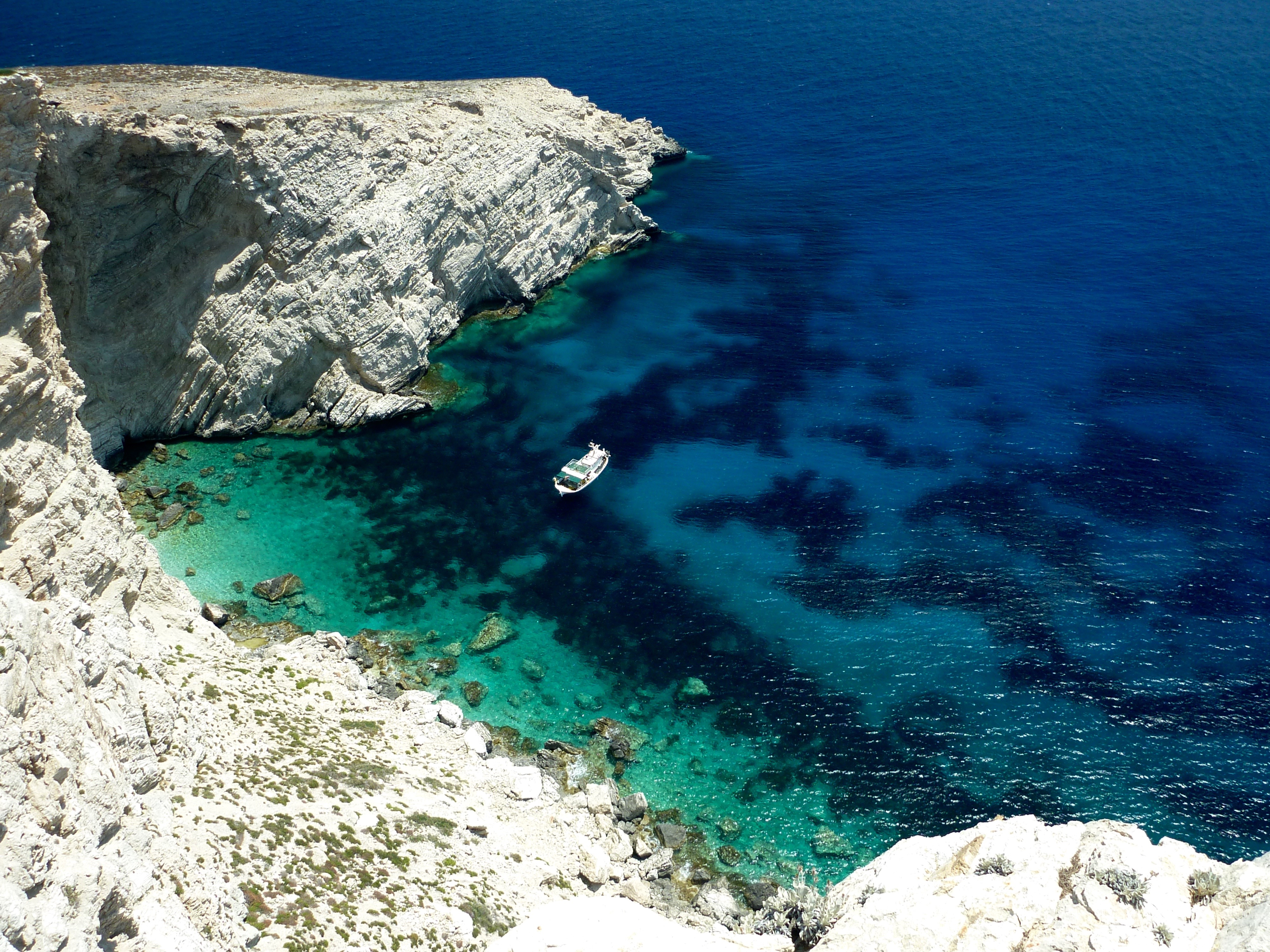
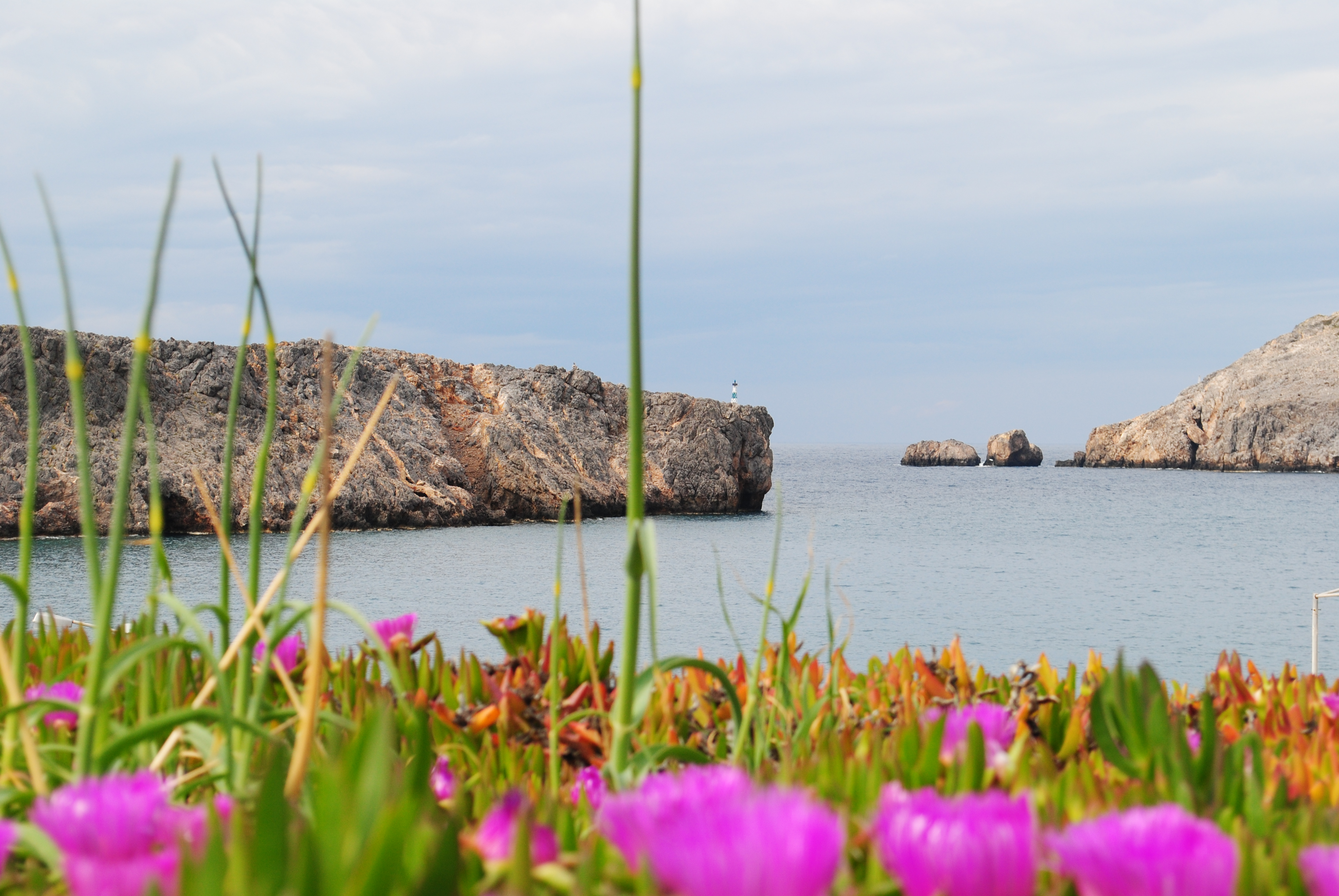
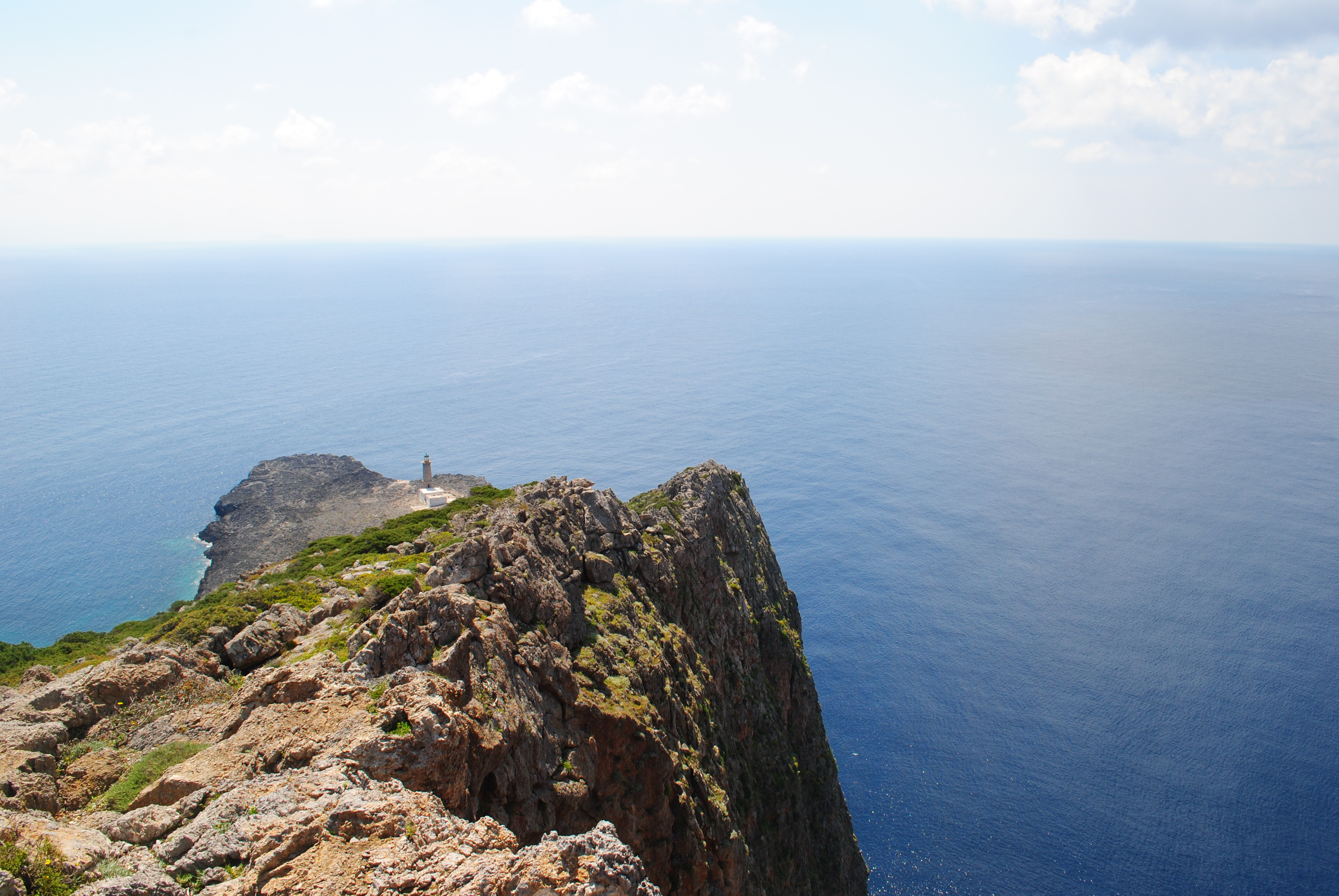